# 光田康典
光田 康典（みつだ やすのり、1972年1月21日 - ）は、日本の作曲家、オーケストレーター、マニピュレーター、音楽プロデューサー。山口県熊毛郡熊毛町（のちの周南市）出身。ゲームミュージック、アニメ、テレビの音楽を主として活動する。

## 来歴
姉の影響により、5歳からピアノを習い始める。高校時代に映画に熱中し、その頃見たイタリア映画『鉄道員』の音楽に感動する。これが音楽を志すきっかけになったという。高校卒業後上京し、ミューズ音楽院コンポーザー・アレンジャー専攻に進学。在学中、ウルフ・チームにアルバイトで入り、FM音源で音色を作成していた。
ミューズ音楽院卒業後、1992年にスクウェア（後のスクウェア・エニックス）に入社する。『ファイナルファンタジーV』『聖剣伝説2』『ロマンシング・サガ2』ほか、さまざまな作品のサウンドエンジニアとして効果音などを担当。特に『ファイナルファンタジーV』のシルドラの鳴声、『ロマンシング・サガ2』のひらめきの効果音が著名である。そして1995年に『クロノ・トリガー』で作曲家デビューし、その後は『FRONT MISSION SERIES GUN HAZARD』『ゼノギアス』などの作曲を担当した。『ゼノギアス』ではスクウェア初の歌モノを採用し話題になる。
1998年6月にスクウェアを退社し、同年7月よりフリーとなる。以降、『マリオパーティ』『クロノ・クロス』などのゲーム音楽の作曲を担当する一方、原史奈のシングル、工藤順子のアルバムの音楽プロデュース、オムニバス・アルバム、ゲームのアレンジアルバムにも参加、活動の幅を広げ始めた。
2001年11月、フリー以降の個人事務所であった「PROCYON STUDIO CO., LTD.」を法人化すると同時にインディーズレーベル「SLEIGH BELLS」を立ち上げ、自身の手掛けたゲームサントラなどを主に発売している。
2002年2月、ナムコ（のちのバンダイナムコ）より発売の『ゼノサーガ エピソードI［力への意志］』において、ロンドン・フィルハーモニー管弦楽団を起用し、現地でのフルオーケストラ・レコーディングを敢行する。同シングルCD『Kokoro Theme from Xenosaga Episode I』が洋楽オリコンチャート第1位を獲得する。同年9月には、台湾から世界各国に向けて発売されたPCゲーム『THE SEVENTH SEAL 〜第七封印〜』で作曲を担当した。それらの楽曲は、現在スレイベルズより『Sailing to the World』として発売されている。
自身のオフィシャルサイト上での通販のみの販売であったSLEIGH BELLSの商品は、そこでの約2年間の売上実績を買われ、2004年4月より、ソニー・ミュージックマーケティングユナイテッドのメジャー流通により一般のCD店頭および各種インターネット通販での販売が可能となる。2005年5月には初のオリジナルアルバムとなる『kiЯitɘ』をSLEIGH BELLSり発売、同年11月よりプロキオン・スタジオの取締役に就任している。また『kiЯitɘ』を題材とし、2006年3月に劇団「アンドエンドレス」の手によって舞台化された。
2008年10月から『イナズマイレブン』の音楽なども手掛け、2009年夏に自身の手掛けたボーカル曲を集めた「Colours of Light 光田康典ヴォーカル・コレクション」をSLEIGH BELLSから発売。
2010年「機動戦士ガンダム00 Voice Actor Single 中村悠一 come across グラハム・エーカー」の作編曲を手掛ける。アーティストのプロデュースも行っていると語っている。
2010年12月23日から公開の『劇場版イナズマイレブン 最強軍団オーガ襲来』の音楽も手がける。全国229スクリーン（3Dは当初より拡大され191スクリーン、2Dは28スクリーン）で公開、2010年12月23日初日で興収2億5,651万5,700円、動員は20万9,917人を記録、初週土日2日間で興収2億円を突破し映画観客動員ランキング（興行通信社調べ）で初登場第2位となった。
2011年から2012年の間、カナダのフィギュアスケート選手、ケヴィン・レイノルズ（英語: Kevin Reynolds, 1990年7月23日）が、クロノ・トリガー／クロノ・クロスの楽曲でフリープログラムを演じた。
2014年7月、富山、新潟でおこなわれたアイススケートショー「ファンタジー・オン・アイス 2014」で、安藤美姫選手がサラ・オレインが歌う“Beyond the Sky”（任天堂Wiiのゲームソフト「ゼノブレイド」のED曲）で演技を行った。9月24日、光田が多くの楽曲を担当したアルバム『SARAH』が発売され、同年10月6日付オリコン週間ランキングのクラシックアルバム部門で初登場1位。iTunes Vocal Albumでも1位を記録。
2017年12月13日に配信開始となる『ファイナルファンタジーXV』の追加コンテンツ『エピソード イグニス』でゲスト作曲家として音楽を担当。古巣のスクウェア向けでは『クロノ・クロス』以来18年ぶりの作品となった。
2018年4月7日・8日、舞浜アンフィシアターにて『Xenogears 20th Anniversary Concert -The Beginning and the End-』が開催される。ゲストとしてボーカリストのJoanne Hogg、アイルランドのコーラス隊「ANÚNA」を呼んでの全4公演は満席となり、約10,000人以上（ニコニコ生中継含む）のファンを魅了した。
2018年5月23日、Nintendo Switch『ゼノブレイド2』本編に使用された全105曲をCD5枚組に収録したオリジナル・サウンドトラックを発売。光田に加え、作曲陣としてはACE（工藤ともり、CHiCO）、平松建治、清田愛未を迎えている。また、アイルランドのコーラス・グループANÚNA（アヌーナ）や、神奈川フィルハーモニー管弦楽団、Bratislava Symphony Choirをはじめとしたミュージシャンが多数参加した。
『ゼノブレイド2 黄金の国イーラ』の作曲では、人間の複雑な感情を表現するのは打ち込みではなく生楽器が向いていると考え、アコースティックにこだわったと述べている。
2019年7月4日、スペインのマラガでおこなわれた「MOSMA MOVIE SCORE MALAGA 2019」インターナショナル・フェスティバルにおいて、最優秀作曲賞 MOSMA AWARD 2019を受賞。
2021年7月23日、東京オリンピック2020の開会式の選手入場時にクロノ・トリガーの音楽「カエルのテーマ」と「ロボのテーマ」が使用される。
2024年4月４日、生まれ故郷でもある山口県周南市にある周南公立大学の校歌を作曲。

## 作品
タイトル後の括弧内は発売年、対応ハード。下段は説明・関連CD作品（年記載のないものはゲーム発売年と同年の発売）。

### ゲーム
- クロノ・トリガー（1995年3月、SFC / 1999年11月、PS / 2008年11月、DS）…一部植松伸夫・松枝賀子（ほとんどの曲を光田が作曲しているにもかかわらず、PS版のスタッフロールでは光田と松枝の名は削除されており物議を醸した[要出典]）
  - 作曲デビュー作。オープニングテーマには従来ゲーム音楽には少なかったジャズの要素を取り入れる[5]。
  - オリジナル・サウンド・バージョン（1995年3月25日、NTT出版）
  - THE BRINK OF TIME（アレンジバージョン。1995年6月、NTT出版）
  - オリジナル・サウンドトラック（PS版。1999年、デジキューブ→スクウェア・エニックス。関戸剛による9曲のアレンジ入）
  - オリジナルサウンドトラック（DS版。2009年、スクウェア・エニックス。特典DVD付）
  - クロノ・トリガー（2008年11月20日、DS）…サウンドスーパーバイザー
  - クロノ・トリガー（2018年2月27日、STEAM）…サウンドスーパーバイザー
- ラジカル・ドリーマーズ -盗めない宝石-（1996年、SFCサテラビュー）
  - 『クロノ・クロス』の原型となった作品。ここで用いられた曲の数曲は『クロノ・クロス』でリアレンジされて使われた。また、『クロノ・クロス』のエンディング曲「Radical Dreamers～盗めない宝石～」のタイトルはここから来ている。
- FRONT MISSION SERIES GUN HAZARD（1996年2月、SFC）…植松伸夫・濱渦正志・仲野順也と共作。
  - オリジナル・サウンド・トラック（NTT出版）
- トバルNo.1（1996年8月、PS）…一部作曲と、全曲プロデュース担当。
  - オリジナル・サウンド・トラック（デジキューブ）
  - ELECTRICAL INDIAN（リミックス。デジキューブ）
- moon (1997年10月、PS)…一曲のみ、あすなろボーイズの表記で植松伸夫との共同作曲
- ゼノギアス（1998年2月、PS）
  - スクウェア作品で初めてエンディングにボーカル曲を取り入れた（SMALL TWO OF PIECES ～軋んだ破片～）。
  - オリジナル・サウンドトラック（デジキューブ→スクウェア・エニックス）
  - CREID（アレンジバージョン。デジキューブ→スクウェア・エニックス。作詞：工藤順子）
  - -MYTH-The Xenogears Orchestral Album（アレンジオーケストラバージョン スクウェア・エニックス）
- マリオパーティ（1998年12月、N64）
  - 全曲作曲。
- マリオパーティ2（1999年12月、N64）
  - 前作のマリオパーティの楽曲の一部を使用。新曲は書き下ろされていない。
- 爆ボンバーマン2（1999年12月、N64）
- クロノ・クロス（1999年11月、PS）
  - オリジナル・サウンドトラック（デジキューブ→スクウェア・エニックス）
- ロックマンDASH2（2000年4月、PS）
- tsugunai 〜つぐない〜（2001年2月、PS2）
  - an cinniuint（サントラCD。スレイベルズ）
- シャドウハーツ1、2（2001年6月、2004年2月、PS2）
  - （1） オリジナルサウンドトラック（サイトロン・デジタルコンテンツ）…弘田佳孝と共作
  - （2） オリジナルサウンドトラック（ティームエンタテインメント）…弘田佳孝、伊藤賢治と共作
- レガイア デュエルサーガ（2001年11月、PS2）…大島ミチル、崎元仁と共作
  - オリジナル・サウンドトラック（2002年、ムービック）
- ゼノサーガ エピソードI［力への意志］（2002年2月、PS2）
  - Kokoro（ED曲のシングルCD）
  - ゼノサーガ オリジナル・サウンドトラック（デジキューブ）
  - ゼノサーガ エピソード I（2004年、スレイベルズ。4曲を撮り直し1曲を追加）※再発版
- THE SEVENTH SEAL 〜第七封印〜（2002年9月、PC、台湾）
  - Sailing to the World（担当した楽曲10曲を収録。スレイベルズ）
- ラクガキ王国2 魔王城の戦い（PS2）
  - 箱の庭（2004年、スレイベルズ）
- フィストグルーブ（2005年、携帯アプリ）…プロデュース
- ツキヨニサラバ（2005年2月、PS2）…東野美紀と共作。
  - MOONLIT SHADOW（スレイベルズ）
- 探偵・癸生川凌介事件譚 仮面幻影殺人事件（2005年3月、DS）
- フィストグルーブ2（2006年、携帯アプリ）…プロデュース
- モンスターキングダム・ジュエルサモナー（2006年2月、PSP）…細江慎治・崎元仁・伊藤賢治・下村陽子・岩田匡治・増子司らと共作。
- ディープラビリンス（2006年3月、携帯アプリ、DS）
- ルミナスアーク（2007年2月、DS）…サウンドプロデュース
  - オリジナル・サウンドトラック（マーベラスエンターテイメント）
- 機甲装兵アーモダイン（2007年2月、PS2）
  - アーモダイン（サントラCD。スレイベルズ）
- 大乱闘スマッシュブラザーズX（2008年1月31日、Wii）…一部の曲の編曲
- ソーマブリンガー（2008年2月21日、DS）
  - オリジナル・サウンドトラック（スレイベルズ）
- みんなでパズループ（2008年4月22日、Wiiウェア）…サウンドプロデュース
- ルミナスアーク2 ウィル（2008年5月15日、DS）…サウンドプロデュース
- インフィニットループ 古城が見せた夢 （2008年7月24日、PSP）…サウンドプロデュース
- KORG DS-10（2008年7月24日、DS）
- イナズマイレブン（2008年8月22日、DS)
  - オリジナル・サウンドトラック（2008年10月29日 アップフロントワークス）
- ワールド・デストラクション（2008年9月25日、DS）
- LIME ODYSSEY（2009年2月、PC、韓国）
- アークライズファンタジア（2009年6月4日、Wii）…サウンドプロデュース・作曲
  - オリジナル・サウンドトラック（ティームエンタテインメント）
- BQLSI STAR LASER（2009年8月5日、iPhoneアプリ）…ゲームプロデュース・作曲
- テグザーネオ（2009年10月1日、PSP）…サウンドプロデュース
- イナズマイレブン2 脅威の侵略者（2009年10月1日、DS）…作曲・編曲・サウンドディレクター
- ルミナスアーク3 アイズ（2009年12月10日、DS）…サウンドプロデュース
  - オリジナル・サウンドトラック（ティームエンタテインメント）
- ゼノブレイド（2010年6月10日、Wii）…エンディングテーマ作曲
- イナズマイレブン3 世界への挑戦!! スパーク／ボンバー（2010年7月1日、DS）…作曲・編曲・サウンドディレクター
- KORG M01（2010年12月3日、DS）
- イナズマイレブン3 世界への挑戦!! ジオーガ（2010年12月16日、DS）…作曲・編曲・サウンドディレクター
- TOKYOヤマノテBOYS HONEY MILK（2011年4月28日、PC）…サウンドプロデュース
  - TOKYOヤマノテBOYS オリジナル・サウンドトラック（アニプレックス）
  - TOKYOヤマノテBOYS～HONEY MILK DISC～キャラクターソング（アニプレックス）
- Wizardry Online（2011年5月、PC）…サウンドプロデュース
- トレジャーリポート 機械じかけの遺産（2011年5月26日、DS）…サウンドプロデュース
- TOKYOヤマノテBOYS SUPER MINT（2011年6月23日、PC）…サウンドプロデュース
  - TOKYOヤマノテBOYS～SUPER MINT DISC～キャラクターソング（アニプレックス）
- 勇者30 SECOND（2011年8月4日、PSP）…一部作曲・編曲
- TOKYOヤマノテBOYS  DARK CHERRY DISC（2011年8月25日、PC）…作曲・編曲・サウンドプロデュース
  - TOKYOヤマノテBOYS～ DARK CHERRY DISC～キャラクターソング（アニプレックス）
- pop'n music 20 fantasia（2011年12月7日、AC）…プレイ楽曲「Tradria（プログレッシブリール）」提供
- 新・光神話 パルテナの鏡（2012年3月22日、3DS）…一部の作曲・編曲・オーケストレーター
  - 新・光神話 パルテナの鏡 ミュージックセレクション（2012年4月末発送、クラブニンテンドー）…一部の作曲・編曲・オーケストレーター
  - 新・光神話 パルテナの鏡 オリジナル・サウンドトラック（2012年8月21日）…一部の作曲・編曲・オーケストレーター
- BLACK WOLVES SAGA -Bloody Nightmare-（2012年4月26日、PC）…作曲・サウンド・プロデュース
  - BLACK WOLVES SAGA -Bloody Nightmare- Song collection「Dear Despair」（2012年8月29日）
- イナズマイレブンGO クロノ・ストーン ネップウ／ライメイ（2012年12月13日、3DS）…作曲・編曲・サウンドディレクター
- SOUL SACRIFICE（2013年3月7日、PS Vita）…作曲・編曲・オーケストレーター
  - SOUL SACRIFICE オリジナル・サウンドトラック（2012年3月13日）…作曲・編曲・オーケストレーター
- SOUL SACRIFICE DELTA（2014年3月6日、PS Vita）…作曲・編曲・オーケストレーター
- 蒼穹のスカイガレオン（2012年3月14日、PC）…テーマ曲の作曲・編曲・オーケストレーター
- ドドド!ドラゴン～七つの秘宝…※二曲のみ作曲・編曲
- 剣が君（2013年、PC）…EDテーマソングのみ作曲・編曲
- イナズマオンライン（2014年、PC）…一部楽曲使用
- 大乱闘スマッシュブラザーズ for  Nintendo 3DS（2014年9月22日）…編曲
- 大乱闘スマッシュブラザーズ for  Wii U（2014年12月6日）…編曲
- STELLA GLOW（2015年6月4日、3DS）…※6曲参加、作曲・編曲
- chunithm(2015年)…1曲『Alma』 Laura Shigihara歌唱
- SEVENTH REBIRTH（2016年11月17日）…作曲・編曲
- アナザーエデン 時空を超える猫（2017年早春配信）…OPテーマ
  - アナザーエデン オリジナル・サウンドトラック（2017年9月27日）…作曲
  - アナザーエデン オリジナル・サウンドトラック2（2018年9月5日）…作曲
- 蒼き革命のヴァルキュリア（2017年1月19日）…作曲・編曲オーケストレーター
  - 蒼き革命のヴァルキュリア オリジナル・サウンドトラック（2017年1月19日）…同上
- ゼノブレイド2（2017年12月1日、Nintendo Switch）…作曲・編曲・オーケストレーター・プロデューサー
  - ゼノブレイド2 オリジナル・サウンドトラック（2018年5月22日）…同上
- ファイナルファンタジーXV エピソード イグニス（2017年12月13日、PS4/Xbox One）…作曲・編曲・オーケストレーター
  - FINAL FANTASY XV Original Soundtrack Volume 2（2018年3月21日）…同上
- Edge of Eternity（2018年11月29日、PC/Steam）…作曲・編曲・オーケストレーター
- Re:volvers 8（2018年11月29日、iOS/Android）…一部の作曲・編曲・オーケストレーター
- 錬神のアストラル（2019年11月14日、iOS/Android）…※2曲のみ作曲・編曲
- シン・クロニクル（2022年春配信開始、iOS/Android）…※一部の作曲・編曲
  - シン・クロニクル メモリアル サウンドトラック…※1曲参加、作曲・編曲、ミキシング・エンジニア）
- アナザーエデン 時空を超える猫 協奏「COMPLEX DREAM」（2021年冬）…※作曲・編曲・新規楽曲監修
- クロノ・クロス:ラジカル・ドリーマーズ エディション（2022年4月7日、Nintendo Switch/PS4/PS5/XBOX）…作曲・編曲
- ゼノブレイド3（2022年7月29日、Nintendo Switch）…作曲・編曲・オーケストレーター
  - ゼノブレイド３ オリジナル・サウンドトラック（2023年7月29日）…作曲・編曲・オーケストレーター・アルバムプロデューサー
- Sea of Stars（2023年8月30日、Nintendo Switch、PS5、Steam）※12曲参加、作曲・編曲・マニピュレーター
- SOUL COVENANT （2024年4月19日、PlayStation VR2、Meta Quest2、Steam VR）作曲・編曲・オーケストレーター
  - SOUL COVENANT オリジナル・サウンドトラック（2024年4月19日）…作曲・編曲・オーケストレーター・アルバムプロデューサー

### アニメ
- ぷぎゅる（2004年）
- イナズマイレブン（2008年 - 2011年）…作曲・編曲・オーケストレーター
  - テレビアニメ 熱血サントラ!第1巻（2009年9月24日）
  - テレビアニメ 熱血サントラ!第2巻（2010年5月26日）
  - テレビアニメ 熱血サントラ!第3巻（2011年6月22日）
- イナズマイレブンGO クロノ・ストーン （2012年 - 2013年）…作曲・編曲・オーケストレーター
  - イナズマイレブンGO クロノ・ストーン 時空最強サントラベストセレクション（2013年3月20日）
- イナズマイレブンGO ギャラクシー （2013年 - 2014年）
- 超訳百人一首 うた恋い。（2012年）…作曲・編曲・オーケストレーター
  - Blu-ray & DVD第1巻（2012年9月26日）
  - Blu-ray & DVD第2巻（2013年10月24日）
  - Blu-ray & DVD第3巻（2012年11月21日） ※オリジナル・サウンドトラック付
  - Blu-ray & DVD第4巻（2012年12月26日）
  - Blu-ray & DVD第5巻（2013年1月23日）
  - Blu-ray & DVD第6巻（2013年2月27日）
- 黒執事 Book of Circus（2014年）…作曲・編曲・オーケストレーター
  - I Blu-ray & DVD（2014年8月27日）
  - II Blu-ray & DVD（2014年9月24日）
  - III Blu-ray & DVD（2014年10月22日）
  - IV Blu-ray & DVD（2014年11月26日）
  - V Blu-ray & DVD（2014年12月24日）
  - KUROSHITSUJI Book of CIRCUS  Original Soundtrack（2014年9月24日）
- イナズマイレブン アウターコード（2016年 - 2017年）
- イナズマイレブン Reloaded（2018年）
- イナズマイレブン アレスの天秤 （2018年）…作曲・編曲・オーケストレーター
- イナズマイレブン オリオンの刻印 （2018年 - 2019年）…作曲・編曲・オーケストレーター
- 月とライカと吸血姫 （2021年10月）…作曲・編曲・オーケストレーター
  - Blu-ray上巻（2022年1月26日）
  - Blu-ray下巻（2022年3月29日）
  - オリジナル・サウンドトラック（2022年1月26日）
- ダンジョン飯（2024年1月）…作曲・編曲・オーケストレーター
  - ダンジョン飯 オリジナル・サウンドトラック（2024年7月23日）…作曲・編曲・オーケストレーター・アルバムプロデューサー

### テレビ番組
- 2013年12月4日 - NHKスペシャル 宇宙生中継 彗星爆発 太陽系の謎（NHK）…作曲・編曲・オーケストレーター
  - オリジナル・サウンドトラック（2014年4月27日）
- 2014年
  - 9月24日 - NHK宇都宮放送局開局70周年記念 栃木発地域ドラマ「ライド ライド ライド」（NHK）…作曲・編曲・オーケストレーター
  - 10月16日 - コズミックフロント「若田飛行士が見た"宇宙絶景"」（NHK）
- 2017年1月18日 - NHK山口放送局開局75周年記念 山口発地域ドラマ「朗読屋」（NHK）…作曲・編曲・オーケストレーター

### 映画
- 時空冒険 ぬうまもんじゃ～（1996年）
  - 『クロノ・トリガー』のスピンオフ作品だが、使われているBGMはゲーム版と同じ。
- 『SPECTOR』（2005年劇場公開）
- 劇場版イナズマイレブン 最強軍団オーガ襲来 （2010年）…作曲・編曲・オーケストレーター
  - オリジナルサウンドトラック（2010年12月22日）
- 劇場版イナズマイレブンGO 究極の絆 グリフォン （2011年）…一部の曲の作曲
  - オリジナルサウンドトラック（2011年12月21日）
- 劇場版イナズマイレブンGO vs ダンボール戦機W （2012年）…作曲・編曲・オーケストレーター
  - オリジナルサウンドトラック（2012年11月28日）
- イナズマイレブン 超次元ドリームマッチ（2014年6月13日〜2014年6月26日）
- 黒執事 Book of Murder（2014年10月25日より上巻、2014年11月15日より下巻）…作曲・編曲・オーケストレーター
- 黒執事 Book of the Atlantic（2017年1月21日）…作曲・編曲・オーケストレーター
  - Blu-ray & DVD オリジナルサウンドトラック（2017年8月23日）
- 妖怪ウォッチ シャドウサイド 鬼王の復活（2017年12月16日）…オーケストレーター、レコーディングディレクション
- 妖怪ウォッチFOREVER FRIENDS（2018年12月14日）…オーケストレーター、レコーディングディレクション

### 効果音、シンセサイザー・プログラミング担当
- エルナード（1993年4月23日）
- 半熟英雄ああ、世界よ半熟なれ…!!（1992年12月19日）
- ファイナルファンタジーV（1992年12月6日）
- 聖剣伝説2（1993年8月6日）
- ロマンシング サ・ガ2（1993年12月10日）

### CM
- BANDAI Channel（2003年）
- BOSE Life Style 48（2005年）
- BOSE 3･2･1 GSII（2005年）

### アルバム・アレンジ・その他
- ストリートファイターEX2 アレンジアルバム（1998年7月23日、2曲編曲）
- ストリートファイターZERO3 ドラマアルバム（1999年1月21日、弘田佳孝と共作）
- バイオハザード2
  - ドラマアルバム 〜小さな逃亡者シェリー〜（1999年3月20日、弘田佳孝と共作）
  - ドラマアルバム 〜生きていた女スパイ・エイダ〜（1999年4月21日、弘田佳孝と共作）
- 2197（1999年4月18日、1曲参加）- オムニバス・アルバム
- TEN PLANTS 2（1999年10月27日、1曲参加）- オムニバス・アルバム
- 泣いていいよ C/W 願いのかなう場所（vocal：原史奈）（2000年5月24日、ロックマンDASH2ED・TVCM曲、編曲とプロデュース担当）- ギター
- 平日マチネー（vocal：工藤順子）（2000年12月12日、4曲、編曲・サウンドプロデュース）
- 恋をはじめましょう c/w 青空と太陽と風のなか（vocal：原史奈）（2001年3月7日、編曲・プロデュース）
- メロディー・オブ・レジェンド（夢の章）（2曲収録、作曲・編曲）
- メロディー・オブ・レジェンド（愛の章）（1曲収録、作曲）
- スクウェアヴォーカルコレクション（2001年6月20日、3曲収録）
- ストリートファイター トリビュートアルバム（2003年12月17日、1曲参加）
- ダーククロニクル プレミアムアレンジ（2004年4月21日、1曲参加）
- kiЯite（2005年5月18日、加藤正人と共作）
  - kiЯiteの演劇が劇団アンドエンドレスによって公演（2006年）
- near death experience SHADOW HEARTS Arrangetracks（2005年8月24日、2曲参加）
- ローグギャラクシー プレミアムアレンジ（2006年1月25日）
- 清水翔太「美しき日々よ/さよならはいつも側に」（2009年7月15日、クロノトリガー 風の憧憬をサンプリングで使用）
- Colours of Light - Yasunori Mitsuda Vocal Collection -（2009年8月26日）
- 河井英里『Oriental Green』（2009年8月26日、編曲として1曲参加）
- 機動戦士ガンダム00 Voice Actor Single 中村悠一 come across グラハム・エーカー（2010年2月24日）
- ダライアスバースト リミックス ワンダーワールド（2010年6月30日、編曲、1曲参加）
- Symphonic Fantasies -music from SQUARE ENIX（2010年9月15日）
- クリスマス・コレクションズ music from SQUARE ENIX（2010年11月24日）
- More SQ（2011年3月2日）
- イナズマイレブン キャラクターソングオリジナルアルバム（2011年4月6日、「雷門中学校 校歌」作曲）
- SQ Chips（2011年9月21日）
- Cafe SQ（2011年11月22日）
- Love SQ（2011年11月25日）
- NHK-FM放送 青春アドベンチャー「砂漠の歌姫」…作曲・編曲（11月14日〜25日、全10回）
- イナズマイレブンGO キャラクターソングオリジナルアルバム（2012年1月25日、「雷門中学校 校歌」作曲）
- INNOCENCE lasah（2013年4月27日、1曲参加、作曲・編曲・ミックス） - コンセプト・アルバム
- 上坂すみれ / 革命的ブロードウェイ主義者同盟（2014年1月8日）※うち『FLYERS』作曲・編曲
- Sarah（2014年9月24日） - サラ・オレイン2ndアルバムのプロデュース
- 霜月はるかベスト・アルバム『SHIMOTSUKIN 10th Anniversary BEST』（2015年8月5日、作曲・編曲、1曲参加）
- クロノ・トリガー&クロノ・クロス アレンジアルバム『ハルカナルトキノカナタへ』（2015年10月14日、作曲・編曲、プロデュース）
- f（2015年11月25日） - サラ・オレインの3rdアルバム ※うち『ハルカナルトキノカナタヘ』を提供 作曲
- イナズマイレブン アレスの天秤 ゲーム&アニメーション パイロットフィルム（2016年）
- 「イナズマイレブン アレスの天秤」超新作映像「フットボールフロンティア編」（2017年）
- Xenogears 20th Anniversary Concert -The Beginning and the End - Blu-ray Disc（2019年3月13日、制作総指揮、キーボード、パーカッション、ブズーキ演奏）
- CHRONO TRIGGER Original Soundtrack Revival Disc（2019年7月10日、作曲・編曲）
- CHRONO CROSS Original Soundtrack Revival Disc（2019年8月7日、作曲・編曲・プロデュース、アルバム総監修）
- CHRONO Orchestral Arrangement BOX（2019年9月4日、作曲）
- イナズマイレブン アレスの天秤/イナズマイレブン オリオンの刻印 -ORIGINAL SOUNDTRACK & MUSIC BEST（2019年12月25日、作曲・編曲、プロデュース、アルバム総監修）
- CHRONO CROSS 20th Anniversary Live Tour - RADICAL DREAMERS - Live Audio（2020年7月1日、moraのみ2020年6月24日先行販売、作曲・編曲、プロデューサー、アルバム総監修）
- U-NEXT オリジナルのサウンドロゴ（2020年8月14日、作曲）
- CHRONO CROSS 20th Anniversary Live Tour 2019 - RADICAL DEREAMERS - FINAL at NAKANO SUMPLAZA 2020 Blu-ray（2021年4月14日、作曲・編曲、演奏、プロデュース、Blu-ray総監修）
- クラウディッドレパードエンターテインメント オリジナルのサウンドロゴ（2021年9月24日、作曲）
- SQUARE ENIX JAZZ -CHRONO TRIGGER-（2022年1月26日、作曲）
- CHRONO CROSS:THE RADICAL DREAMERS EDITION Vinyl（2022年6月22日、作曲）
- ゼノブレイド オリジナルサウンドトラック トリニティ・ボックス（2023年7月29日、作曲、編曲、オーケストレーター、アルバムプロデューサー）
- ゼノブレイド ディフィニティブエディション オリジナルサウンドトラック （2023年8月2日、作曲、編曲、アルバムプロデューサー）
- 山口県周南公立大学校歌（2024年４月4日、作曲・編曲）
- U-NEXT 蓋絵（2024年4月、作曲・編曲）

## 楽譜
- エレクトーンでひくクロノ・トリガー（1995年）
- 楽しいバイエル併用
  - クロノ・トリガー オリジナル・サウンドトラック（1995年）
  - ガン・ハザード オリジナル・サウンドトラック（1996年）
  - トバル No.1 オリジナル・サウンドトラック（1997年）
  - ゼノギアス オリジナル・サウンドトラック（1998年）
  - クロノ・クロス オリジナル・サウンドトラック（2000年）
  - ゼノサーガ オリジナル・サウンドトラック（2002年）
- クロノ・クロス ギターアレンジメント（2002年）
- ゼノサーガ オリジナル・スコア（2004年）
- セイリング・トゥ・ザ・ワールド ピアノスコア（2006年）
- クロノトリガー ピアノソロ [楽譜]（2006年）
- はじめてふれる世界の楽器「地球の音色」ティン・ホイッスル編（2008年）
- ピアノソロ 中級 クロノトリガー オリジナルサウンドトラック ベストセレクション（2009年）
- [DS版] クロノ・トリガー オリジナル・サウンドトラック・ピアノ・コレクションズ（2009年）
- はじめてふれる世界の楽器「地球の音色」ティン・ホイッスル編（改訂版）（2010年）
- イナズマイレブン・ピアノスコア（2011年）

## コンサート・ライブ
- オーケストラによるゲーム音楽コンサート5（1996年）
- Kirche ～Winter Orb～ ※ゲスト参加
- 大崎ゲートシティー「光田康典ヒーリングコンサート」（2005年）
- Video Game Concert PLAY! in CHICAGO（2006年 ※ゲスト参加）
- Press Start 2008（2008年 ※ゲスト参加）
- EXTRA 2008（2008年 Trio the DS-10として参加）
- BETTA FLASH × DS-10（2009年 Trio the DS-10として参加）
- Symphonic Fantasies in Obertshausen（2009年 ※ゲスト参加）
- Symphonic Fantasies in Köln（2009年 ※ゲスト参加）
- Video Games Live in Japan（2009年 ※ゲスト参加）
- J-Popcon 2009”Trio The DS-10 in Denmark（2009年 Trio the DS-10として参加）
- 平成東京（2010年 Trio the DS-10として参加）
- Press Start 2010（2010年 Trio the M01として参加）
- Symphonic Fantasies in Tokyo（2012年 ※ゲスト参加）
- Symphonic Fantasies in Stockholm（2012年 ※ゲスト参加）
- Symphonic Fantasies in Köln（2012年 ※ゲスト参加）
- Playing Mitsuda Works! 〜光田康典特特集ライブ〜（2013年）
- 下村陽子 25th Anniversary LIVE -THANKS!-（※ゲスト参加、MC、ブズーキ演奏）
- 沖縄ゲームタクト2014（※ゲスト参加）
- ファンタジー・オン・アイス 2014 in 富山（※安藤美姫が「ゼノブレイド」EDテーマ曲“Beyond the Sky”で演技 ヴォーカルサラ・オレイン）
- ファンタジー・オン・アイス 2014 in 新潟（※安藤美姫が「ゼノブレイド」EDテーマ曲“Beyond the Sky”で演技 ヴォーカルサラ・オレイン）
- チャイナジョイ CGDCセッション in Shanghai （2014年 日本、中国、韓国によるゲーム作曲家のトークセッション）
- Video Games Live in Shanghai（2014年 ※ゲスト参加）
- Video Game Orchestra in Taiwan（2014年 ※ゲスト参加）
- GAME SOUND MANIAX in 北京（2015年 ※アコースティック・ギター演奏）
- Press Start 2015 in Paris（2015年 ※ゲスト参加）
- 20th Anniversary Live THE BRINK OF TIME 光田康典 & Millennial Fair（2015年7月25日・26日 4公演 ※アコースティック&エレクトリック・ギター、ブズーキ、ピアノ、キーボード、パーカッション、笛演奏）
- 20th Anniversary Live THE BRINK OF TIME 光田康典 & Millennial Fair in Taiwan（2015年11月1日 1公演 ※アコースティック&エレクトリック・ギター、ブズーキ、ピアノ、キーボード、パーカッション演奏）
- 闘会議2016「光田康典×Cosmosky Orchestraスペシャルステージ」（2016年1月31日 ※アコースティック・ギター演奏）
- Xenogears 20th Anniversary Concert -The Beginning and the End -（2018年4月7日、4月8日 ※制作総指揮、キーボード、パーカッション、ブズーキ演奏）
- CHRONO ORCHESTRA 時を渡る翼（大阪：2019年9月7日、東京：10月27日 ※トークゲストのみ）
- ブルガリアン・ヴォイス アンジェリーテ来日公演（2019年9月29日 ※最先と最後『ゼノギアス』より、ヴァルキュリア～亡びの力～『蒼き革命のヴァルキュリア』より、ほか、トークゲスト）
- CHRONO CROSS 20th Anniversary Live Tour 2019 - RADICAL DREAMERS -（東京：2019年11月3日、大阪：11月16日、名古屋：11月17日、追加公演（中野サンプラザ）：2020年1月24日、1月25日 ※制作総指揮、キーボード、パーカッション、ブズーキ演奏）
- 黒執事 15th Anniversary Concert（東京国フォーラムA：2022年2月18日・19日　※作曲・編曲、オーケストレーション、出演）
- CHRONO CROSS SPECIAL ACOUSTIC MINI LIVE（スクエニ・カフェ：2022年6月3日、6月4日）
- dreamers' circus 来日公演2022（2022年6月15日 ※ゲスト参加、ピアノ、パーカッション、ピアニカ演奏）

## その他
- スクウェア在籍時、『クロノ・トリガー』で作曲を担当する以前は『ファイナルファンタジーV』（飛竜の鳴き声）、『ロマンシング サ・ガ2』、『半熟英雄〜あぁ、世界よ半熟なれ…!』などでサウンドプログラムや効果音を担当していた。こうした過去から、サウンドの分業化をいち早く提案した人物である。また、変わったものでは『ライブ・ア・ライブ』の功夫編において作中のボイス効果音（掛け声）を担当している。
- Andy Irvine（1997年、CDライナーノーツ執筆）
- Paul Brady（1997年、CDライナーノーツ執筆）
- 1999年エクシード・プレス「ゲーム音楽」(単行本)のコラム執筆。
- 2000年11月よりファンクラブを発足。2005年11月に終了。
- 2002年キーボード・マガジン4月号「フレーズ・コレクション2002春」でコラム執筆。
- 2006年サタデープログラム「作曲家の頭の中」講演会。
- 漫画『ほのかLv.アップ!』2巻（2007年2月27日発売、月刊電撃コミックガオ!）において取材を受ける。ISBN 9784840237895
- 2013年音めがね武蔵野美術大学講演会。
- 作曲のための8つの極意。（2014年5月10日発売）
- サウンド&レコーディング・マガジン「behind the scene～映像を音で彩る作曲家たち」において取材を受ける（2014年12月号）
- 超!A&G+「梶裕貴のひとりごと」オープニングテーマ（作曲・編曲）
- NHKカルチャーセンター梅田教室「音楽への思いと光田流作曲方法」（2018年8月26日）
- 広島市立大学2022年度第1回グローバル人材育成講演会「ゲーム音楽が繋げる新たなる世界〜世界のミュージシャンとの共演」（2022年7月11日）

## 有限会社プロキオン・スタジオ
「プロキオン・スタジオ」は1998年7月にフリーになった時に個人事務所として設立した時から使用している名称である。その後の2001年11月、当時制作中であった「ゼノサーガ エピソードI」のサウンドチームのメンバーを中心に有限会社として法人化したのが現在の姿である。法人化当初は光田陽子が取締役であったが、2005年11月からは光田康典自身が取締役に就任している。また、音楽ソフトウェア開発を主軸とする株式会社DETUNEの取締役でもある（2021年にDETUNEを退社している）。
音楽や効果音などの音響制作が主な事業。全社あげてサウンド全般を担当することも多い一方、逆に（音楽制作を担当せず）効果音のみを単独で担当することもあり、すべてが光田康典の音楽を中心とした事業展開ではない。
その他、一般消費者向けに以下の事業も展開している。
スレイベルズ
2001年、法人化とほぼ同時にスタートした自社レーベル。光田が担当した音楽作品のCD発売が主。当初はCD化出来なかった音源のCD化が主だったが、その後はメジャーレーベル化により、当初から自社でのCD発売を企画していることも多い。一部を除き、販売はソニー・ミュージックマーケティングユナイテッドに委託している。
プロキオン・ストア
楽譜やグッズなどの発売。楽譜はこれまでに、豪華装丁のXenosagaフルスコア（販売終了）、Sailing to the worldピアノスコア（浜渦正志編曲、演奏CD付）、クロノクロスギタースコア（現在は廃刊）、日本初の日本人向けティン・ホイッスル教則本「地球の音色 ティン・ホイッスル編」の4冊を出している。※「地球の音色 ティン・ホイッスル編」（現在は廃刊）には、光田は監修として参加。